# I конференция РСДРП

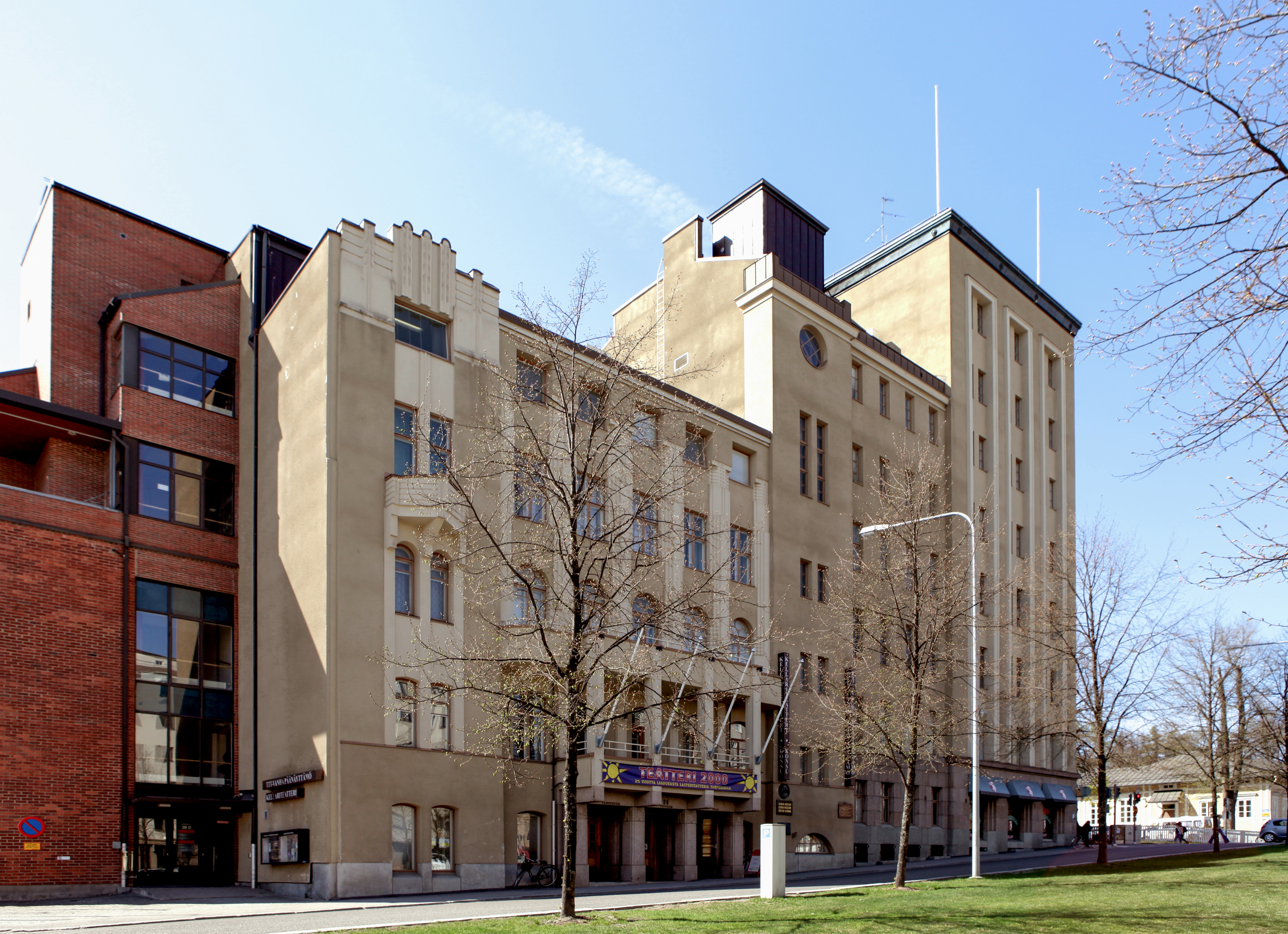

I конференция Росси́йской социа́л-демократи́ческой рабо́чей па́ртии проходила в городе Таммерфорс (Финляндия) с 12 (25) декабря 1905 по 17 (30) декабря 1905 (нужно отличать от I конференции военных и боевых организаций РСДРП, которая также проходила в Таммерфорсе).

## История

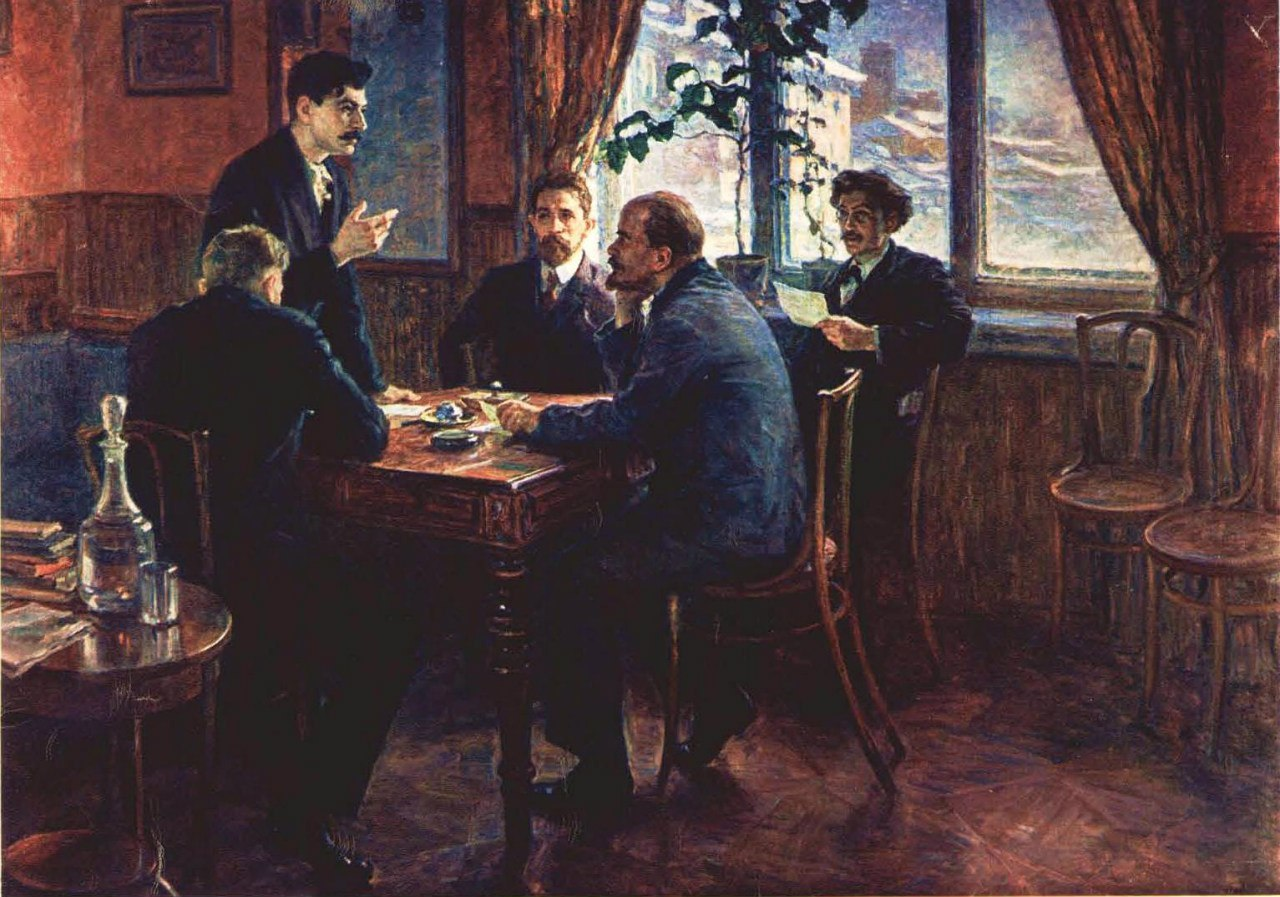
Ленин в Тампере. (Музей Ленина в Тампере).

Конференция состоялась вместо намечавшегося IV съезда РСДРП (В письме ЦК «К созыву IV съезда РСДРП. Ко всем партийным организациям и ко всем рабочим социал-демократам» указывалось, что съезд созывается главным образом «… для разрешения назревших политических вопросов, и на первом плане — вопроса о партийном объединении». Съезд не мог состояться вследствие развернувшейся забастовки железнодорожников, начавшегося вооруженного восстания в Москве и др. революционных событий).
На конференции присутствовал 41 делегат. Председателем конференции был избран Ленин. На Таммерфорсской конференции впервые состоялась встреча Ленина и Сталина.

## Порядок дня
- Отчёты делегатов о работе на местах
- Отчёт о деятельности ЦК (Л. Б. Красин)
- Организационный отчёт ЦК (П. П. Румянцев)
- Доклад о текущем моменте (В. И. Ленин)
- Доклад по аграрному вопросу (В. И. Ленин)

## На конференции избраны

### Персональный состав ЦК, избранный конференцией
- Иорданский, Николай Иванович (1876—1928)
- Красин, Леонид Борисович (1870—1926)
- Крохмаль, Виктор Николаевич (1873—1933)
- Лалаянц, Исаак Христофорович (1870—1933)
- Саммер, Иван Адамович (1870—1921)

### Кооптированы в состав ЦК РСДРП
- Румянцев, Пётр Петрович (1870—1925)
- Рыков, Алексей Иванович (1881—1938)

### Предполагаемые члены ЦК РСДРП
- Гальберштадт, Розалия Самсоновна (1877—1940)
- Дан, Федор Ильич (1871—1947)
- Мартов, Юлий Осипович (1873—1923)

## Делегаты конференции
1. Агарев, Алексей Фёдорович (1878—1945)
2. Баранский, Николай Николаевич (1881—1963)
3. Богданов, Александр Александрович (1873—1928)[источник не указан 601 день]
4. Бородин, Михаил Маркович (1884—1951)
5. Дзержинский, Феликс Эдмундович (1877—1926)[источник не указан 601 день]
6. Зиновьев, Григорий Евсеевич (1883—1936)[источник не указан 601 день]
7. Иорданский, Николай Иванович (1876—1928)[источник не указан 601 день]
8. Каменев, Лев Борисович (1883—1936)[источник не указан 601 день]
9. Книпович, Лидия Михайловна (1856—1920)
10. Красин, Леонид Борисович (1870—1926)
11. Крохмаль, Виктор Николаевич (1873—1933)[источник не указан 601 день]
12. Крупская, Надежда Константиновна (1869—1939)
13. Куделли, Прасковья Францевна (1859—1944)
14. Лалаянц, Исаак Христофорович (1870—1933)[источник не указан 601 день]
15. Ленин, Владимир Ильич (1870—1924)
16. Лозовский, Соломон Абрамович (1878—1952)
17. Локацков, Филипп Иванович (1881—1937)[источник не указан 601 день]
18. Мартов, Юлий Осипович (1873—1923)
19. Мостовенко, Павел Николаевич (1881—1938)
20. Невский, Владимир Иванович (1876—1937)
21. Радус-Зенькович, Виктор Алексеевич (1877—1967)
22. Саммер, Иван Адамович (1870—1921)[источник не указан 601 день]
23. Сафронов, Павел Петрович (1884—1911)[источник не указан 601 день]
24. Сталин, Иосиф Виссарионович (1878—1953)
25. Стернин, Владимир Петрович (1878—1919)[источник не указан 601 день]
26. Телия, Георгий Петрович (1880—1907)
27. Теодорович, Иван Адольфович (1875—1937)[источник не указан 601 день]
28. Ярославский, Емельян Михайлович (1878—1943)[3]

## Принятые резолюции
- О литературном органе и издательстве
- О местной и областной литературе
- О реорганизации партии
- О бойкоте Государственной думы
- Об использовании избирательной кампании для революционной агитации

## Основные итоги
- Конференция высказалась за партийное объединение, за «…немедленное и единовременное слияние практических (центров) и литературных центральных органов на началах равенства…», за созыв объединительного съезда РСДРП.
- Принята в ленинской редакции резолюция по аграрному вопросу исключающая из программы РСДРП положения о выкупных платежах за землю, отменённых царским манифестом 3 ноября 1905, сформулировано требование о конфискации всей государственной, церковной, монастырской, удельной и кабинетской земли. Особо подчёркивалась необходимость независимой организации сельского пролетариата.
- Резолюция «О реорганизации партии» рекомендовала проводить в жизнь принципы демократического централизма. В то же время в ней указывалось на необходимость осторожности при осуществлении выборного начала в целях сохранения и укрепления конспиративного аппарата партии. Отступления от полного демократизма допускались лишь в случае непреодолимых практических препятствий.
- Конференция решила бойкотировать Государственную думу и применять избирательную кампанию для революционной агитации.